# مسجد عبد العزيز الوزان
مسجد عبد العزيز الوزان هو مسجد تاريخي يقع في منطقة المرقاب داخل منطقة حولي في مدينة الكويت. تأسَّس بفضل الجهود الخيرية التي قام بها الشيخ عبد العزيز بن علي بن حسين الوزان مع أهل الحي، حيث جمع المال من أهل الخير لشراء الأرض بالقرب من مكان يُعرف باسم (رمضان)، حيث قام بالانتهاء من بناءه في عام 1940 (1366 هـ). وفي وقت لاحق، شُيّد مسجد آخر باسم العائلة في منطقة حولي، وهو المسجد المعروف حالياً باسم مسجد عبد العزيز العلي الوزان.

## نبذة
يقع المسجد على زاوية في منطقة مزدحمة بالسكان، وله بابان من الجهة الشمالية مصنوعان من خشب الساج الأنيق. يؤدي هذان البابان إلى صحن المسجد الذي تُؤدَّى فيه صلاتا المغرب والعشاء خلال فصل الصيف. وفي الجهة الغربية من الصحن يوجد رواق قائم على أعمدة من الخرسانة المسلحة، يحتوي على خمسة أبواب تؤدي إلى الخلوة التي تتسع لمئات المصلين. كان المسجد في بدايته مسقوفًا بخشب الجندل، غير أنه جرى استبدال السقف بالخرسانة المسلحة بعد أعمال التجديد.